# 5è Festival Internacional de Cinema de Moscou
El 5è Festival Internacional de Cinema de Moscou es va celebrar entre el 5 i el 20 de juliol de 1967. El Gran Premi fou atorgat ex aequo a la pel·lícula soviètica Jurnalist, dirigida per Serguei Geràssimov i la pel·lícula hongaresa Apa, dirigida per István Szabó. la programació del festival va incloure la projecció de La forêt enchantée, dirigida per Norodom Sihanouk, antic rei de Cambodja.

## Jurat
- Serguei Iutkevitx (URSS - President)
- Román Viñoly Barreto (Argentina)
- Aleksei Batàlov (URSS)
- Lucyna Winnicka (Polònia)
- Todor Dinov (Bulgària)
- Hagamasa Kawakita (Japó)
- Leslie Caron (França)
- András Kovács (Hongria)
- Grigori Kozintsev (URSS)
- Robert Hossein (França)
- Jiří Sequens (Txecoslovàquia)
- Dimitri Tiomkin (USA)
- Andrew Thorndike (RDA)
- Leonardo Fioravanti (Itàlia)

## Pel·lícules en competició
Les següents pel·lícules foren seleccionades per la competició:
| Títol original                   | Director(s)                      | País de producció   |
| -------------------------------- | -------------------------------- | ------------------- |
| Shiroi Kyotō                     | Satsuo Yamamoto                  | Japó                |
| En la selva no hay estrellas     | Armando Robles Godoy             | Perú                |
| Up the Down Staircase            | Robert Mulligan                  | Estats Units        |
| Un dorado de Pancho Villa        | Emilio Fernández                 | Mèxic               |
| Westerplatte                     | Stanisław Różewicz               | Polònia             |
| Rih al awras ريح الاوراس         | Mohamed Lakhdar-Hamina           | Algèria             |
| Le voleur                        | Louis Malle                      | França, Itàlia      |
| Dacii                            | Sergiu Nicolaescu                | Romania, França     |
| O Caso dos Irmãos Naves          | Luis Sérgio Person               | Brasil              |
| L'occhio selvaggio               | Paolo Cavara                     | Itàlia              |
| Työmiehen päiväkirja             | Risto Jarva                      | Finlàndia           |
| Jurnalist                        | Serguei Gueràssimov              | Unió Soviètica      |
| La forêt enchantée               | Norodom Sihanouk                 | Cambodja            |
| El amor brujo                    | Francesc Rovira-Beleta           | Espanya             |
| Jeudi on chantera comme dimanche | Luc de Heusch                    | Bèlgica, França     |
| Uech                             | Dejidiin Jigjid                  | Mongòlia            |
| Nguyễn Văn Trỗi                  | Lý Thái Bảo, Bùi Đình Hạc        | Vietnam del Nord    |
| Subteranul                       | Virgil Calotescu                 | Romania             |
| Un homme de trop                 | Costa-Gavras                     | França, Itàlia      |
| Operazione San Gennaro           | Dino Risi                        | Itàlia, RFA, França |
| Dishonored                       | Igbal Shahzad                    | Pakistan            |
| Apa                              | István Szabó                     | Hongria             |
| Otklonenie                       | Grisha Ostrovski, Todor Stoyanov | Bulgària            |
| Štićenik                         | Vladan Slijepčević               | Iugoslàvia          |
| Las aventuras de Juan Quin Quin  | Julio García Espinosa            | Cuba                |
| Prinsessan                       | Åke Falck                        | Suècia              |
| Al fajr الفجر                    | Omar Khlifi                      | Tunísia             |
| Romance pro křídlovku            | Otakar Vávra                     | Txecoslovàquia      |
| Escándalo en la familia          | Julio Porter                     | Argentina           |
| Naboerne                         | Bent Christensen                 | Dinamarca           |
| Khan El Khalili خان الخليلي      | Atef Salem                       | Egipte              |
| Brot und Rosen                   | Heinz Thiel, Horst E. Brandt     | RDA                 |
| A Man for All Seasons            | Fred Zinnemann                   | Regne Unit          |

## Premis
- Gran Premi:
  - Jurnalist de Serguei Geràssimov
  - Apa d'István Szabó
- Premi d'Or Especial: Otklonenie de Grisha Ostrovski i Todor Stoyanov
- Premi d'Or: En la selva no hay estrellas d'Armando Robles Godoy
- Premi Especial de Plata: Romance pro křídlovku d'Otakar Vávra
- Premis de Plata:
  - Westerplatte de Stanisław Różewicz
  - Operazione San Gennaro de Dino Risi
  - Shiroi Kyotō de Satsuo Yamamoto
  - Štićenik de Vladan Slijepčević
- Premis:
  - Millor Actor: Paul Scofield per A Man for All Seasons
  - Millor Actriu: Sandy Dennis per Up the Down Staircase
  - Millor Actriu: Grynet Molvig per Prinsessan
- Menció Especial: Fred Zinnemann per A Man for All Seasons
- Premi FIPRESCI: Otklonenie de Grisha Ostrovski i Todor Stoyanov